# Cnemidophorus pseudolemniscatus
Cnemidophorus pseudolemniscatus — вид ящірок родини теїдових (Teiidae). Мешкає в Південній Америці.

## Поширення і екологія
Cnemidophorus pseudolemniscatus мешкають на північному сході Суринаму та у Французькій Гвіані. Вони живуть на відкритих місцевостях, зокрема поблизу поселень.